# Parascotia cognata
Parascotia cognata är en fjärilsart som beskrevs av Otto Staudinger 1892. Parascotia cognata ingår i släktet Parascotia och familjen nattflyn. Inga underarter finns listade i Catalogue of Life.